# Stima dei costi in ingegneria del software
La stima dei costi in ingegneria del software è un importante problema che affronta l'ingegneria del software e sono stati trovati diversi metodi per affrontare tal problema.

## Metodi
Alcuni metodi di stima del software:
- Wideband Delphi
- COCOMO
- SLIM
- SEER-SEM
- Analisi dei punti funzione
- Proxy-based estimating (PROBE) (da Personal Software Process)
- Planning Game (da Extreme Programming)
- Program Evaluation and Review Technique (PERT)
- Sistemi PRICE
- Evidence-based Scheduling